# Okręg wyborczy nr 37 do Senatu Rzeczypospolitej Polskiej
Okręg wyborczy nr 37 do Senatu Rzeczypospolitej Polskiej obejmuje obszar powiatów gorlickiego i nowosądeckiego oraz miasta na prawach powiatu Nowego Sącza (województwo małopolskie). Wybierany jest w nim 1 senator na zasadzie większości względnej.
Utworzony został w 2011 na podstawie Kodeksu wyborczego. Po raz pierwszy zorganizowano w nim wybory 9 października 2011. Wcześniej obszar okręgu nr 37 należał do okręgu nr 13.
Siedzibą okręgowej komisji wyborczej jest Nowy Sącz.

## Reprezentanci okręgu
| Rok  | Rok           | Senator         | Komitet wyborczy       |
| ---- | ------------- | --------------- | ---------------------- |
|      | 2011          | Stanisław Kogut | Prawo i Sprawiedliwość |
| 2015 |               | Stanisław Kogut | Prawo i Sprawiedliwość |
| 2019 | Wiktor Durlak |                 | Prawo i Sprawiedliwość |
| 2023 | Wiktor Durlak |                 | Prawo i Sprawiedliwość |

## Wyniki wyborów
Symbolem „ ●” oznaczono senatora ubiegającego się o reelekcję.

### Wybory parlamentarne 2011
| Kandydat                                                                                      | Kandydat          | Komitet wyborczy         | Głosów  | Głosów | Głosów |
| Kandydat                                                                                      | Kandydat          | Komitet wyborczy         | Liczba  | %      | +/–    |
| --------------------------------------------------------------------------------------------- | ----------------- | ------------------------ | ------- | ------ | ------ |
|                                                                                               | Stanisław Kogut ● | Prawo i Sprawiedliwość   | 102 185 | 66,31  | –      |
|                                                                                               | Grzegorz Dobosz   | Platforma Obywatelska RP | 51 918  | 33,69  | –      |
| Frekwencja: 51,25% Liczba głosów ważnych: 154 103 (96,68%) Źródło: Państwowa Komisja Wyborcza |                   |                          |         |        |        |

 ● Stanisław Kogut reprezentował w Senacie VII kadencji (2007–2011) okręg nr 13.

### Wybory parlamentarne 2015
| Kandydat                                                                                      | Kandydat          | Komitet wyborczy         | Głosów  | Głosów | Głosów |
| Kandydat                                                                                      | Kandydat          | Komitet wyborczy         | Liczba  | %      | +/–    |
| --------------------------------------------------------------------------------------------- | ----------------- | ------------------------ | ------- | ------ | ------ |
|                                                                                               | Stanisław Kogut ● | Prawo i Sprawiedliwość   | 111 782 | 66,70  | +0,39  |
|                                                                                               | Tadeusz Nowak     | Platforma Obywatelska RP | 35 405  | 21,13  | –12,56 |
|                                                                                               | Dariusz Woźniak   | KORWiN                   | 20 400  | 12,17  | –      |
| Frekwencja: 54,61% Liczba głosów ważnych: 167 587 (97,43%) Źródło: Państwowa Komisja Wyborcza |                   |                          |         |        |        |

### Wybory parlamentarne 2019
| Kandydat                                                                                      | Kandydat          | Komitet wyborczy       | Głosów  | Głosów | Głosów |
| Kandydat                                                                                      | Kandydat          | Komitet wyborczy       | Liczba  | %      | +/–    |
| --------------------------------------------------------------------------------------------- | ----------------- | ---------------------- | ------- | ------ | ------ |
|                                                                                               | Wiktor Durlak     | Prawo i Sprawiedliwość | 107 119 | 60,33  | –6,37  |
|                                                                                               | Stanisław Kogut ● | KWW Stanisława Koguta  | 70 424  | 39,67  | –      |
| Frekwencja: 62,42% Liczba głosów ważnych: 177 543 (89,95%) Źródło: Państwowa Komisja Wyborcza |                   |                        |         |        |        |

### Wybory parlamentarne 2023
| Kandydat                                                                                      | Kandydat            | Komitet wyborczy                                                           | Głosów  | Głosów | Głosów |
| Kandydat                                                                                      | Kandydat            | Komitet wyborczy                                                           | Liczba  | %      | +/–    |
| --------------------------------------------------------------------------------------------- | ------------------- | -------------------------------------------------------------------------- | ------- | ------ | ------ |
|                                                                                               | Wiktor Durlak ●     | Prawo i Sprawiedliwość                                                     | 116 069 | 52,71  | –7,62  |
|                                                                                               | Stanisław Pasoń     | KKW Trzecia Droga Polska 2050 Szymona Hołowni – Polskie Stronnictwo Ludowe | 60 700  | 27,57  | –      |
|                                                                                               | Jarosław Jakubowski | Konfederacja Wolność i Niepodległość                                       | 24 285  | 11,03  | –      |
|                                                                                               | Beata Kalisz        | Bezpartyjni Samorządowcy                                                   | 19 134  | 8,69   | –      |
| Frekwencja: 73,08% Liczba głosów ważnych: 220 188 (98,25%) Źródło: Państwowa Komisja Wyborcza |                     |                                                                            |         |        |        |